# Рівняння стану
Рівня́ння ста́ну — співвідношення між тиском p, об'ємом V і температурою Т фізично однорідної системи, що перебуває в стані термодинамічної рівноваги. 

## Загальний опис
Рівняння стану одержують експериментально або визначають теоретично методами статистичної фізики, виходячи з молекулярно-кінетичних уявлень про будову даної речовини. 
Розрізняють:
- термічні рівняння стану, що їх описують співвідношенням f(p, V, Т) = 0 та
- калоричні рівняння стану, в яких внутрішня енергія U залежить від двох із трьох параметрів p, V, Т.

Термічне рівняння стану дозволяє виразити тиск через об'єм і температуру p = p(V, T) і визначити елементарну роботу δA = pδV при нескінченно малому розширенні системи δV. Рівняння стану є необхідним доповненням до термодинамічних законів, яке робить можливим їх застосування до реальних речовин. Воно не може бути отримане за допомогою самих лише законів термодинаміки, а визначається або розраховується теоретично на основі уявлень про будову речовини методами статистичної фізики. Рівняння стану є необхідним доповненням до законів термодинаміки, що дає змогу використовувати їх для конкретних речовин.
Зв'язок між двома типами рівнянь стану встановлюється з другого закону термодинаміки:
{\displaystyle \left({\frac {\partial U}{\partial V}}\right)_{T}+p=\left({\frac {\partial p}{\partial T}}\right)_{V}.}
Це рівняння підтверджує те, що для ідеального газу внутрішня енергія не залежить від об'єму:
{\displaystyle \left({\frac {\partial U}{\partial V}}\right)_{T}=0}.
Для отримання як термічного, так і калоричного рівняння стану достатньо знати якийсь із термодинамічних потенціалів у вигляді функції своїх параметрів. Наприклад, якщо відома вільна енергія Гельмгольца F як функція Т і V, то рівняння стану знаходиться диференціюванням:
{\displaystyle p=-\left({\frac {\partial F}{\partial V}}\right)_{T},U=-T^{2}{\frac {\partial }{\partial T}}\left({\frac {F}{T}}\right)_{V}}

## Приклади рівняння стану для газів

### Класичний ідеальний газ
Для ідеального газу рівнянням стану є рівняння Клапейрона-Менделєєва
{\displaystyle pV=Nk_{B}T\,},
де N — число молекул у газі, kB — стала Больцмана.

### Реальні гази
Для кожного реального газу рівняння стану своє. В ідеальному випадку рівняння стану повинно описувати процеси конденсації й кристалізації, хоча такі загальні формули побудувати важко.
Для опису реальних газів часто застосовується рівняння ван дер Ваальса.
{\displaystyle \left(p+{\frac {N^{2}a}{V^{2}}}\right)(V-Nb)=Nk_{B}T}.
Для рівняння стану реальних газів часто використовується віріальний розклад, коефіцієнти якого виражені залежностями від сил міжмолекулярної взаємодії.

## Рівняння стану для рідин
Для рідин через складність врахування всіх особливостей взаємодії молекул поки не вдається теоретично отримати загальне рівняння стану. Рівняння Ван дер Ваальса хоча і застосовують для якісної оцінки поведінки рідин, але воно по суті не може бути використане, коли можливе співіснування рідкої і газоподібної фаз. Рівняння стану що, добре описує властивості деяких простих рідин, можна отримати з наближених теорій рідкого стану типу теорії вільного об'єму або діркової теорії. Знання розподілу ймовірності взаємного розташування молекул (парної кореляційної функції) принципово дозволяє обчислити рівняння стану рідини, але це є складною і трудомісткою задачею.

## Рівняння стану твердого тіла
Для твердих тіл термічне рівняння стану визначає залежність модулів пружності від температури і тиску. Воно може бути отримано на підставі теорії теплового руху в кристалах, але поки загального рівняння стану для твердих тіл не знайдено.